# خفاش
خُفّاش (از عربی)، (ازفارسی)شَب‌کور، شب‌پرک پستانداری از راستهٔ خفاش‌سانان و تنها پستانداری است که بال دارد و می‌تواند پرواز کند. به فارسی افغانستان به آن شَب‌پَرَک چرمی و به فارسی تاجیکی به آن یا بالدست می‌گویند.
دستان این پستاندار به صورت شبکه ای به هم وصل است و به صورت یک بال درآمده است و به آن‌ها این امکان را می‌دهد تا تنها پستانداری باشند که واقعاً پرواز می‌کند دیگر پستانداران مانند پوست پر یا برخی گونه‌های سنجاب تنها در مسافت‌های کوتاه در هوا سُر می‌خورند اما توان پرواز از جایی به جای دیگر را ندارند. خفاش از راسته بال‌دستان و دارای پنج انگشت است. بال‌های خفاش با بال‌های پرندگان متفاوت است و به گونه دیگری شکل گرفته است، اما در عوض پوست بال‌های خفاش جنسی شبیه چرم دارد و دارای خاصیت ارتجاعی است که باعث می‌شود بال‌هایش در طول استخوانهایی که دست‌ها و انگشتان خفاش را حرکت می‌دهند کشیده شود. بال زدن خفاش مانند پرندگان نیست که بال‌ها را به تمامی بالا و پایین می‌برند آن‌ها در مقابل انگشتانشان را به‌طور کامل باز می‌کنند، انگشتان آن‌ها بسیار بلند است و با پوستی نازک پوشیده شده است.
خفاش‌ها با داشتن ۱٬۲۴۰ گونه روی هم رفته حدود ۲۰ درصد از گونه‌های پستانداران را از آن خود کرده‌اند. دو دستهٔ اصلی برای خفاش‌ها وجود دارد. دستهٔ نخست بزرگ‌خفاش‌ها یا خفاش‌های میوه‌خوارند که در راهیابی نسبت به دیگر جانداران چندان ویژه نیستند گاهی به این جاندار روباه پرنده نیز می‌گویند. دستهٔ دوم مربوط به کوچک‌خفاش‌ها است این جانور برای پیدا کردن راه از روش پژواک‌یابی بهره می‌برد. نزدیک به ۷۰٪ خفاش‌ها حشره خوارند. باقی‌ماندهٔ آن‌ها معمولاً میوه‌خوارند. تنها گروه‌های اندکی از خفاش‌ها مانند خفاش ماهی‌خوار از جانورانی به جز حشرات تغذیه می‌کند. همچنین خفاش خون‌آشام تنها انگل پستاندار است. خفاش‌ها در سراسر جهان پراکنده‌اند و نقش زیستی مهمی در پاکسازی گلها از حشرات و پراکنده کردن دانهٔ میوه‌ها در زمین دارند. بسیاری از گیاهان گرمسیری برای پراکنده کردن دانه‌هایشان کاملاً به خفاش‌ها وابسته‌اند. کوچک‌ترین خفاش، خفاش خوک‌بینی کیتی است که قد آن ۲۹ تا ۳۴ میلی‌متر و سنگینی آن ۲ تا ۲٫۶ گرم است و اگر بال‌هایش باز باشد طول آن به ۱۵ سانتی‌متر می‌رسد. البته هنوز بحث است که کوچک‌ترین پستاندار حشره‌خوار اتروسک است یا خفاش‌های خوک‌بینی کیتی. بزرگ‌ترین گونهٔ خفاش‌ها، مربوط به زیرگونه‌های روباه پرنده و بزرگ روباه پرنده طلایی تاجدار است. سنگینی این خفاش ۱٫۶ کیلوگرم است و پهنای آن هنگامی که بال‌هایش باز است به ۱٫۷ متر می‌رسد.
خفاش‌های حشره خوار، شب‌ها غذای خود را شکار می‌کنند. اما خفاش‌های میوه خوار سحرگاه و نزدیک غروب به جستجوی غذا می‌روند. آن‌ها برای پیدا کردن میوه و شیرهٔ درختان مورد علاقه‌شان از حس بینایی و بویایی خود بهره می‌برند. خفاش جانوری اجتماعی است. آن‌ها در دسته‌های بزرگ در غارها یا روی درختان بیتوته می‌کنند. خفاش‌هایی که در صبح پرواز می‌کنند، مسیر و جای دقیق طعمهٔ خود را به‌وسیلهٔ فرستادن امواج صوتی و دریافت بازتاب آن پیدا می‌کنند؛ با این روش خفاش‌ها می‌توانند اجسام متحرک مانند حشرات و اجسامی ثابت مانند درختان را شناسایی کنند.

## نام‌گذاری

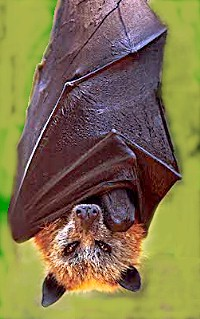
روباه پرندهٔ تاجدار طلایی

خفاش جانوری پستاندار است که نام علمی آن کایراپترا از واژهٔ یونانی χείρ به معنی «دست» و πτερόν به معنی بال گرفته شده است.
گاهی به اشتباه به آن‌ها «جوندهٔ پرنده» یا «موش پرنده» گفته می‌شود. با وجود نادرست بودن این ادعا با این حال در بسیاری زبان‌ها معنی واژه خفاش به موش برمی‌گردد برای نمونه در فرانسوی به خفاش chauve-souris به معنی موش طاس، در اسپانیایی به آن murciélago به معنی موش کور، در روسی به آن летучая мышь به معنی موش پرنده، در زبان استونی به آن nahkhiir به معنی موش چرمی و در زبان آفریکانس به آن vlermuis به معنی موش بالدار گفته می‌شود. در دیگر زبان‌های ژرمنی مانند سوئدی هم همین‌طور است.

## دسته‌بندی و فرگشت
به صورت سنتی دو دستهٔ کلی برای خفاش‌ها معرفی شده است:
- خفاش میوه‌خوار (بزرگ‌خفاش)
- کوچک‌خفاش

نمی‌توان گفت که همهٔ بزرگ‌خفاش‌ها اندام بزرگتری نسبت به کوچک‌خفاش‌ها دارند. تفاوت اصلی میان این دو دسته خفاش عبارت است از:
- روش کوچک‌خفاش برای راهیابی، پژواک‌یابی است درحالی که در بزرگ‌خفاش به جز گونهٔ Rousettus و هم خانواده‌هایش بقیه چنین توانی ندارند.
- کوچک‌خفاش در انگشت دوم پای پیشین خود ناخن ندارد.
- انتهای گوش کوچک‌خفاش مانند یک حلقه بسته نمی‌شود و لبه‌ها در پایهٔ گوش از هم جدایند.
- بدن کوچک‌خفاش دارای کُرک نیست و برخی از آن‌ها برهنه‌اند.

بزرگ‌خفاش از میوه، شهد یا گرده تغذیه می‌کند در حالی که خوراک بیشتر کوچک‌خفاش‌ها حشره است برخی از آن‌ها هم ماهی، قورباغه، پستانداران کوچک، خون جانوران دیگر و گاهی گرده و شهد می‌خورند. بزرگ‌خفاش بینایی خوب و پیشرفته‌ای دارد اما کوچک‌خفاش برای شکار و راهیابی تنها بر پژواک یابی خود تکیه می‌کند.
از دیدگاه تبارشناسی رابطهٔ میان دسته‌های گوناگون خفاش‌ها همواره مورد بحث بوده است. دسته‌بندی سنتی این جانور به دو دستهٔ کوچک‌خفاش و بزرگ‌خفاش نشان می‌دهد که این دو دسته مدتی طولانی است که از هم جدا شده‌اند و نسب مشترک ولی دوردست آن‌ها به پستانداری می‌رسد که توان پرواز داشته است. این حدس‌ها نشان می‌دهد که پستانداران تنها یک بار توان پرواز برایشان به‌وجود آمده است. بررسی‌های زیستی و مولکولی نشان می‌دهد که بیشتر خفاش‌ها دارای یک تبار یا خانواده بوده‌اند.
پژوهش‌های گوناگون به نتیجه‌های دیگری رسیده است برای همین تلاش برای طبقه‌بندی علمی جانور هنوز ادامه دارد.

### سنگوارهٔ خفاش

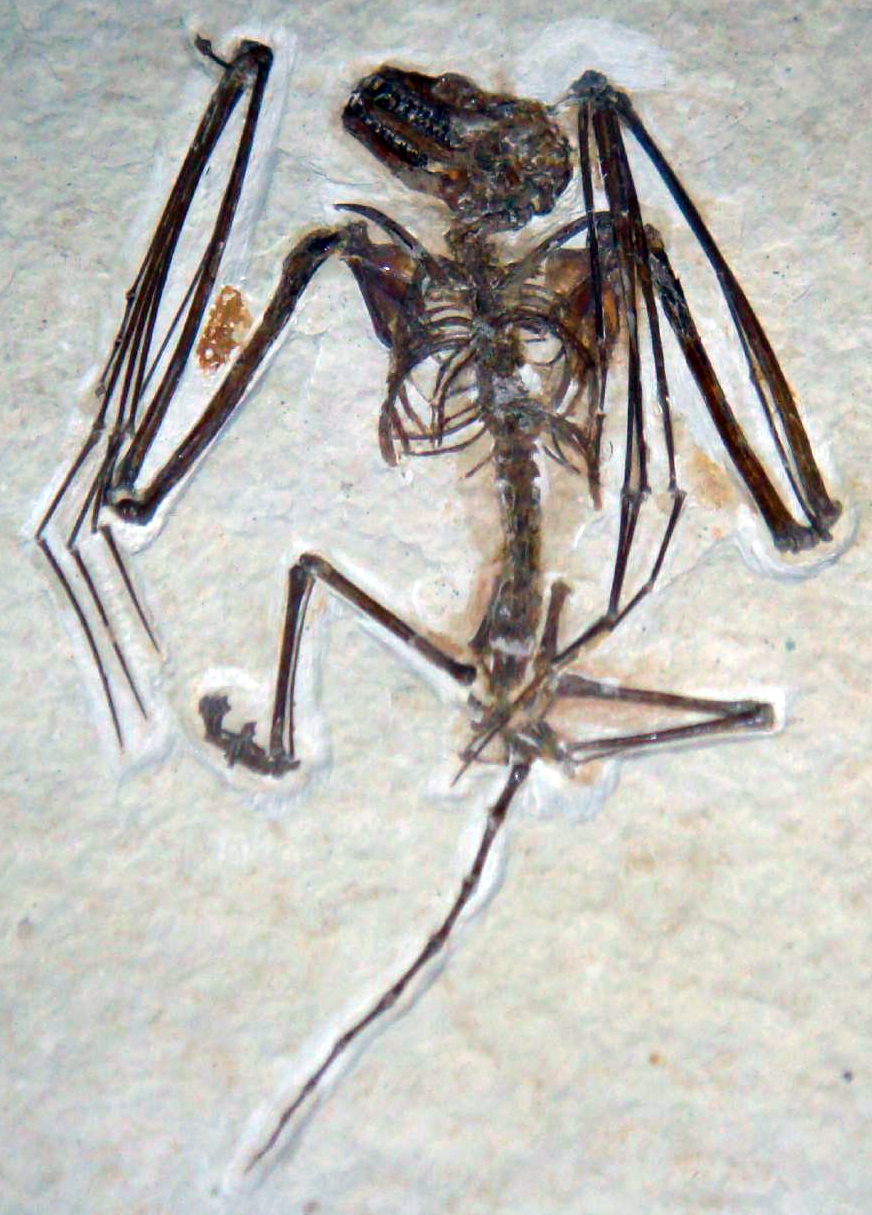
سنگوارهٔ خفاش ایکارونیکتریس

شُمار کمی سنگواره از خفاش‌ها باقی‌مانده است. برآورد شده است که ۱۲٪ سنگواره‌های خفاش از نظر طبقه‌بندی کامل باشند. نخستین سنگوارهٔ به جای مانده از خفاش ائوسن که Icaronycteris نام دارد در سال ۱۹۶۰ پیدا شد. پس از آن یک سنگوارهٔ دیگر از ائوسن در سال ۲۰۰۳ پیدا شد. این سنگواره که Onychonycteris نام داشت پیشینه‌ای ۵۲٫۵ میلیون ساله داشت و در وایومینگ آمریکا پیدا شد. این سنگواره کمک بزرگی کرد تا روشن شود آیا از روز نخست این جانور توان پرواز و پژواک‌یابی داشته است یا با گذر زمان به این توان رسیده است. با توجه به ویژگی‌هایی که این سنگواره داشت می‌شد فهمید که خفاش توان پرواز داشته است. اما بررسی اسکلت آن نشان داد که حلزونی گوش درونی سنگواره پیچیدگی‌های خفاش‌های امروزی را نداشته و نمی‌توانسته به خوبی خفاش‌های امروزی پژواک‌یابی کند. این نشان می‌دهد که پرواز پیش از پژواک‌یابی در خفاش‌ها پیشرفت کرده است. مطالعهٔ بیشتر بر روی سنگوارهٔ Onychonycteris نشان داد که نه تنها توان شنوایی آن از خفاش‌های امروزی کمتر بوده بلکه از بسیاری از گونه‌های پیشاتاریخ هم ضعیف تر بوده است.
ظاهر و پرواز خفاش‌ها در ۵۲٫۵ میلیون سال پیش با شبکورهای امروزی متفاوت بوده است. برای نمونه در آن دوران بر روی هر پنج انگشت جانور ناخن بوده است در حالی که امروزه تنها دو ناخن در هر دست آن دیده می‌شود. همچنین در گذشته پاهای پشتی آن کشیده تر و دست‌هایش کوتاه‌تر بوده است. با این ویژگی می‌توان گفت آن‌ها بیشتر به پستاندارانی که از درخت بالا می‌روند و از آن آویزان می‌شوند مانند بوده‌اند مانند تنبل و گیبون. این خفاش که بزرگی اش به اندازهٔ یک کف دست بوده است بال‌هایی کوتاه و پهن داشته است و گمان آن می‌رود که نمی‌توانسته به سرعت گونه‌های امروزی اش پرواز کند یا به اندازهٔ آن‌ها دور شود. همچنین می‌توان گفت خفاش کهن به جای بال زدن پیوسته هنگام پرواز بیشتر در هوا سُر می‌خورده و اندکی هم بال می‌زده است. چنین ویژگی‌هایی نشان می‌دهد که خفاش باستان به اندازهٔ خفاش امروزی پرواز نمی‌کرده و تنها از درختی به درخت دیگر می‌رفته و در هنگام بیداری یا از درختان بالا می‌رفته یا از شاخه‌ای آویزان می‌شده است.

## زیستگاه

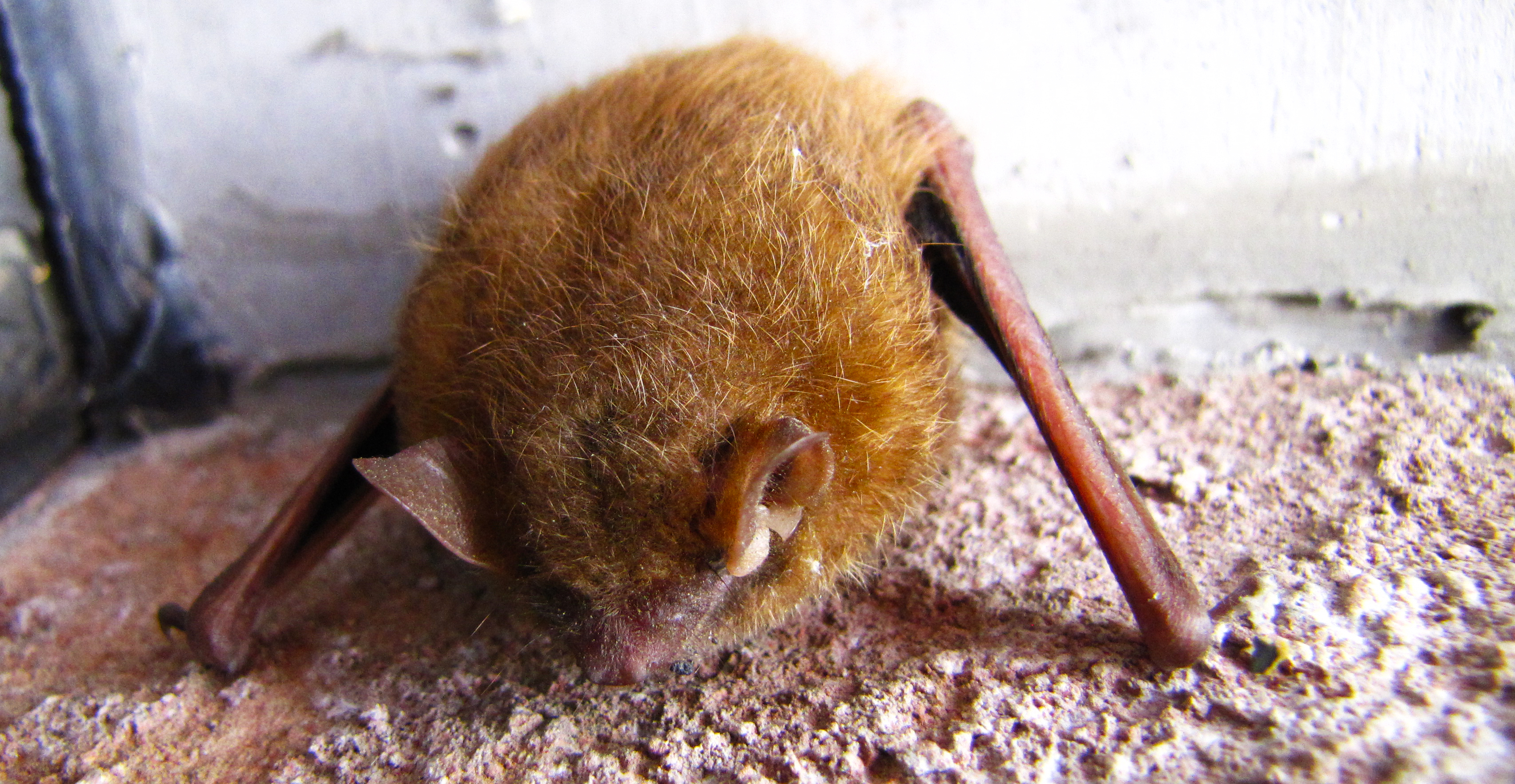
یک خفاش خواب بیرون ساختمان مسکونی.

پرواز به شبکورها اجازه داده است تا از پستاندارانی باشند که زیستگاهشان به گسترهٔ سراسر جهان است. به جز دو قطب شمال و جنوب و برخی جزیره‌های بدون سکونت اقیانوسی، می‌توان شبکورها را در سراسر جهان پیدا کرد. تقریباً در تمام زیستگاه‌های طبیعی زمین شبکور وجود دارد. هر گونهٔ این جانور در طول فصل‌های مختلف سال، زیستگاه‌های مناسب خود را پیدا می‌کند؛ از ساحل گرفته تا کوه و صحرا، زیستگاه خود را تغییر می‌دهند. به هر حال زیستگاه شبکور باید از دو ویژگی برخوردار باشد: نخست باید هر زیستگاه جایی مناسب برای بیتوتهٔ دستهٔ خفاش‌ها (در طول روز) داشته باشد و دوم: باید غذای مناسب آن‌ها در آن منطقه یافت شود. محل بیتوتهٔ شبکورها می‌تواند در یک حفره‌های خالی، شکاف‌ها، میان برگ درختان و حتی خانه‌های ویژهٔ دست‌ساز انسان باشد؛ همچنین گاهی خود خفاش‌ها با کندن برگ‌ها برای خود چادر درست می‌کنند.
کشور آمریکا به تنهایی زیستگاه ۴۵ تا ۴۸ گونهٔ خفاش است. سه مورد از فراوان‌ترین گونه‌های آن‌ها عبارتند از:  Myotis lucifugus  (خفاش قهوه‌ای کوچک)،  Eptesicus fuscus  (خفاش قهوه‌ای بزرگ) خفاش دم‌آزاد برزیلی (خفاش مکزیکی دُم-آزاد). می‌توان گفت در دو-سوم ناحیهٔ شمالی آمریکا دو گونهٔ خفاش قهوه‌ای بزرگ و کوچک بیش از همه دیده می‌شود در حالی که گونهٔ سوم در جنوب غرب آمریکا بیش از همه وجود دارد.

## اندام‌شناسی

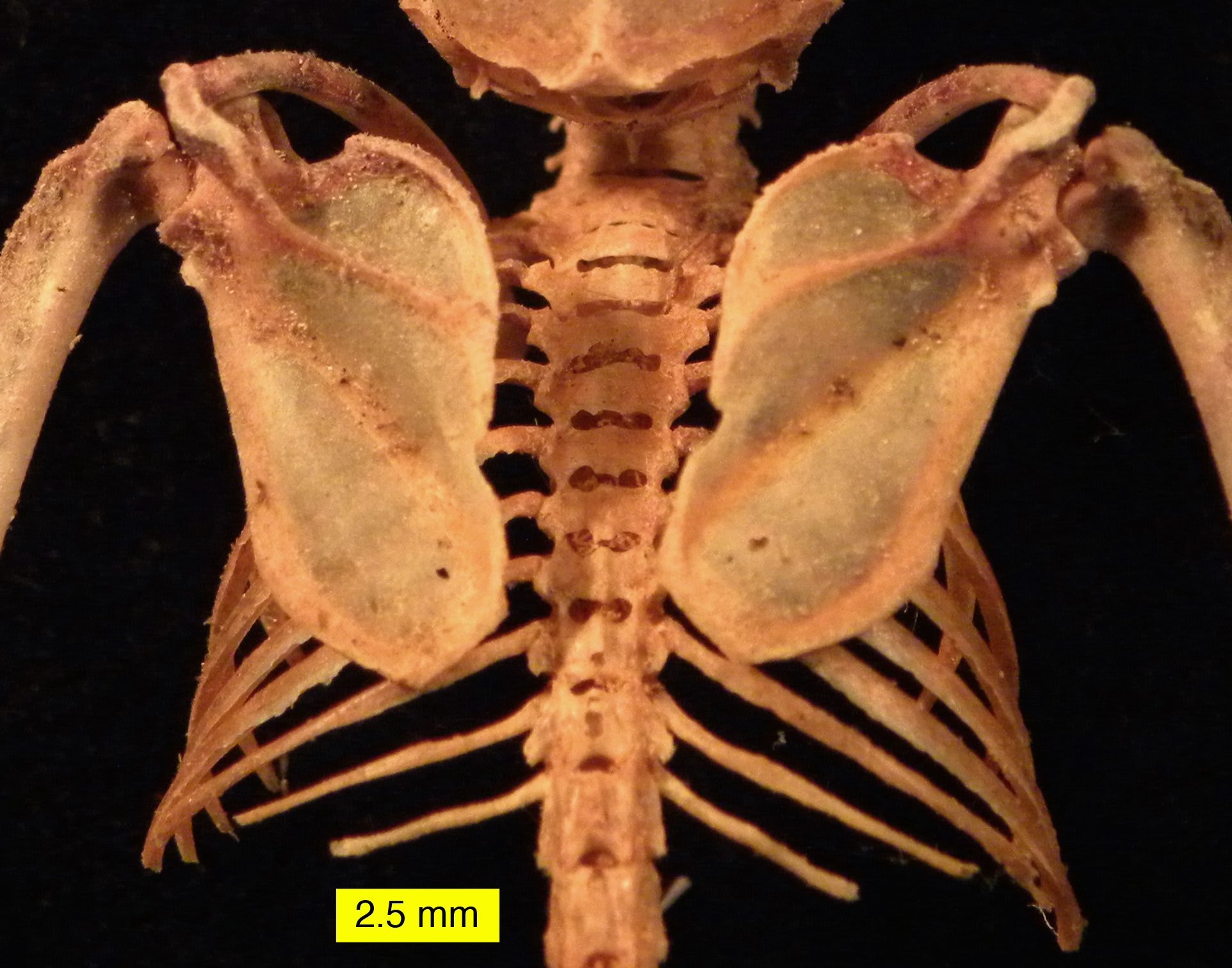
کتف، ستون فقرات و دنده‌های خفاش کوچک قهوه‌ای.

### پژواک‌یابی
همچنین ببینید: پژواک‌یابی در جانوران

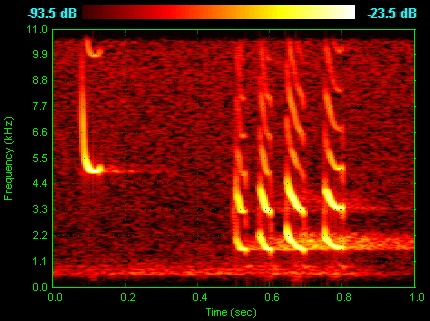
طیف‌سنجی صدای خفاش پیپیسترلوس، یک بار صدایی که خفاش برای پژواک یابی تولید می‌کند دارای پالس‌هایی با چندین هارمونی است. گاهی آن‌ها این صداها را برای برقراری ارتباط با دیگر خفاش‌ها تولید می‌کنند. در این نمونه خفاش نر در دورهٔ فصل جفت یابی در پاییز این صدا را در قلمروش تولید می‌کند.

پژواک‌یابی خفاش‌ها در عمل یک سامانهٔ ادراکی است که در آن موج‌های فراصوتی برای به‌دست آوردن پژواک، تولید می‌شوند. مغز و دستگاه عصبی خفاش با مقایسهٔ موج‌های فرستاده شده و موج‌های بازتاب شده، می‌تواند تصویری از فضای پیرامون و جزئیاتش برای خود بسازد. این توانایی به شبکورها اجازه می‌دهد تا در تاریکی مطلق شکارشان را شناسایی کنند. شدت موج تولیدی توسط شبکور ۱۳۰ دسی‌بل است که در میان جانوران هوابُرد از همه بیشتر است.
خفاش برای آنکه داده‌های به‌دست آمده را شناسایی کند باید بتواند صدای تولیدی توسط خودش را از پژواک آن جدا کند. کوچک‌خفاش‌ها برای این هدف دو روش دارند:
1. پژواک‌یابی با چرخه‌هایی با بازهٔ زمانی کوتاه: این دسته از شبکورها می‌توانند صدای فرستاده از سوی خود را با کمک زمان‌سنجی، از صدای بازتاب شده، شناسایی کنند. شبکورهایی که این روش را دارند زمانبندی می‌کنند تا تک‌صداهای کوتاهی که فرستاده‌اند پیش از آنکه بازتاب‌ها به آن‌ها برسد تمام کنند. این خفاش‌ها هنگامی که یک صدا تولید می‌کنند ماهیچهٔ گوش میانی خود را جمع می‌کنند تا از صدای خود کر نشوند. آن‌ها در فاصلهٔ میان صداهایی که تولید می‌کنند ماهیچهٔ گوش میانی خود را آزاد می‌کنند تا بازتاب صدایشان را بشنوند.[۲۵] اگر در بازتاب صدا دیرکردی باشد خفاش‌ها متوجه می‌شوند و می‌توانند جای شکارشان را برآورد کنند.
2. پژواک‌یابی با چرخه‌هایی با بازهٔ زمانی بالا: این شبکورها صدایی پیوسته تولید می‌کنند و پالس‌ها و پژواک‌ها را با تغییر بسامد از هم جدا می‌کنند. شبکورها هنگامی که صدای پیوسته را تولید می‌کنند بی‌درنگ گوش خود را بر روی بسامد ویژه‌ای قرار می‌دهند ولی صداهایی که تولید می‌کنند را در بسامدی بیرون از بسامد گوش‌شان قرار می‌دهند تا صدای‌شان، خودشان را کر نکند. سپس آن‌ها بازتاب صدایشان را دریافت می‌کنند و با کمک اثر دوپلر، جا و حرکت شکارشان را شناسایی می‌کنند. بررسی اثر دوپلر برای این شبکورها کمی پیچیده است چون سرعت پروازشان یکنواخت نیست و تغییر می‌کنند. آن‌ها می‌توانند بسته به سرعت پرواز، پالس هر بسامد تولیدی را تغییر دهند به این ترتیب پژواک دریافتی همچنان در بازهٔ شنوایی مناسب قرار می‌گیرد.[۲۶]

امروزه دو زیرراستهٔ تازه برای شبکورها پیشنهاد شده است که عبارتند از: خفاش‌سانان یینپترو (یینپتروکایراپترا) و خفاش‌سانان یانگو (یانگوکایراپترا)، این دو زیرراسته با کمک بررسی مولکولی ژن‌ها، به‌دست آمده‌اند. این طبقه‌بندی تازه دو احتمال برای تکامل پژواک‌یابی در خفاشان پیشنهاد می‌کند: احتمال نخست این است که جد مشترک همهٔ خفاشان در آغاز از پژواک‌بابی برخوردار بوده است اما کم‌کم خفاش میوه‌خوار باستان آن را از دست داده است و احتمالاً خفاش پااسبی آن را دوباره به‌دست آورده است. احتمال دوم این است که پژواک‌یابی در این دو زیرراسته به صورت جداگانه تکامل یافته است.
شب‌پره نام یک حشره و از جمله شکارهای خفاش است. شب‌پره‌ها برای فرار از دست خفاش راه‌های گوناگونی را در پیش می‌گیرند، دستهٔ نخست یک سری پیام‌های فراصوتی می‌فرستند و به خفاش هشدار می‌دهند که آن‌ها از نظر شیمیایی مسموم اند یا جانور خطرناکی اند و باید از آن‌ها پرهیز کرد. دستهٔ دوم دارای اندام‌های شنوایی اند که هنگامی که از خفاش صدایی برای پژواک‌یابی تولید شود آن را می‌شنوند و در مقابل ماهیچه‌های پرواز آن‌ها دست به کار می‌شود در نتیجه شب‌پره به پرواز حالت گریز و نامنظم روی می‌آورد.
شبکورها برای پیدا کردن شکارشان، علاوه بر روش پژواک‌یابی از توان گوش‌های خود هم بهره می‌برند. گوش این پستاندار بسیار حساس است تا آنجا که می‌تواند صدای به هم خوردن بال‌های شب‌پره یا راه رفتن شکارهایی که در زمین زندگی می‌کنند مانند گوش‌خیزک و صدپایان را هم بشنود. هندسهٔ پیچیدهٔ سطح درونی گوش شبکور در لبه‌ها به آن کمک می‌کند تا خیلی دقیق بتواند هم بر روی علامت‌های دریافتی از پژواک‌یابی تمرکز کند و هم به صداهای پیرامونش به خوبی گوش کند تا اگر شکار حرکتی کرد متوجه شود. هندسهٔ لبه‌های گوش شبکور گویی نمونه‌ای از عدسی فرنل است که به جای نور کاربرد صوتی دارد. این هندسه در بدن گونه‌های دیگر جانوران که ارتباطی با شبکور ندارند مانند آی-آی هم دیده می‌شود.
شبکور با تکرار در فرستادن موج پژواک‌یابی می‌توانند تصویر دقیقی از فضایی که در آن پرواز می‌کنند و دنبال شکار می‌گردد، به‌دست‌آورد.

### بینایی، بویایی و شنوایی
چشم بیشتر کوچک‌خفاش‌ها بسیار کوچک و اندامی نچندان پیشرفته است و آن‌ها بینایی ضعیفی دارند با این حال هیچ‌کدام از آن‌ها کور نیستند. کوچک‌خفاش از بینایی اش در راهیابی کمک می‌گیرد به ویژه در مسیرهای طولانی که فراتر از بازهٔ پژواک‌یابی است. حتی دیده شده که برخی گونه‌ها می‌توانند پرتوهای فرابنفش را هم تشخیص دهند. خفاش‌ها حس بویایی و شنوایی بسیار پیشرفته‌ای دارند. چون این جانور شب‌ها به شکار می‌رود ناچار نیست که با پرندگان رقابت کند. آن‌ها گاهی تا ۸۰۰ کیلومتر در جستجوی غذا پرواز می‌کنند.

### بال

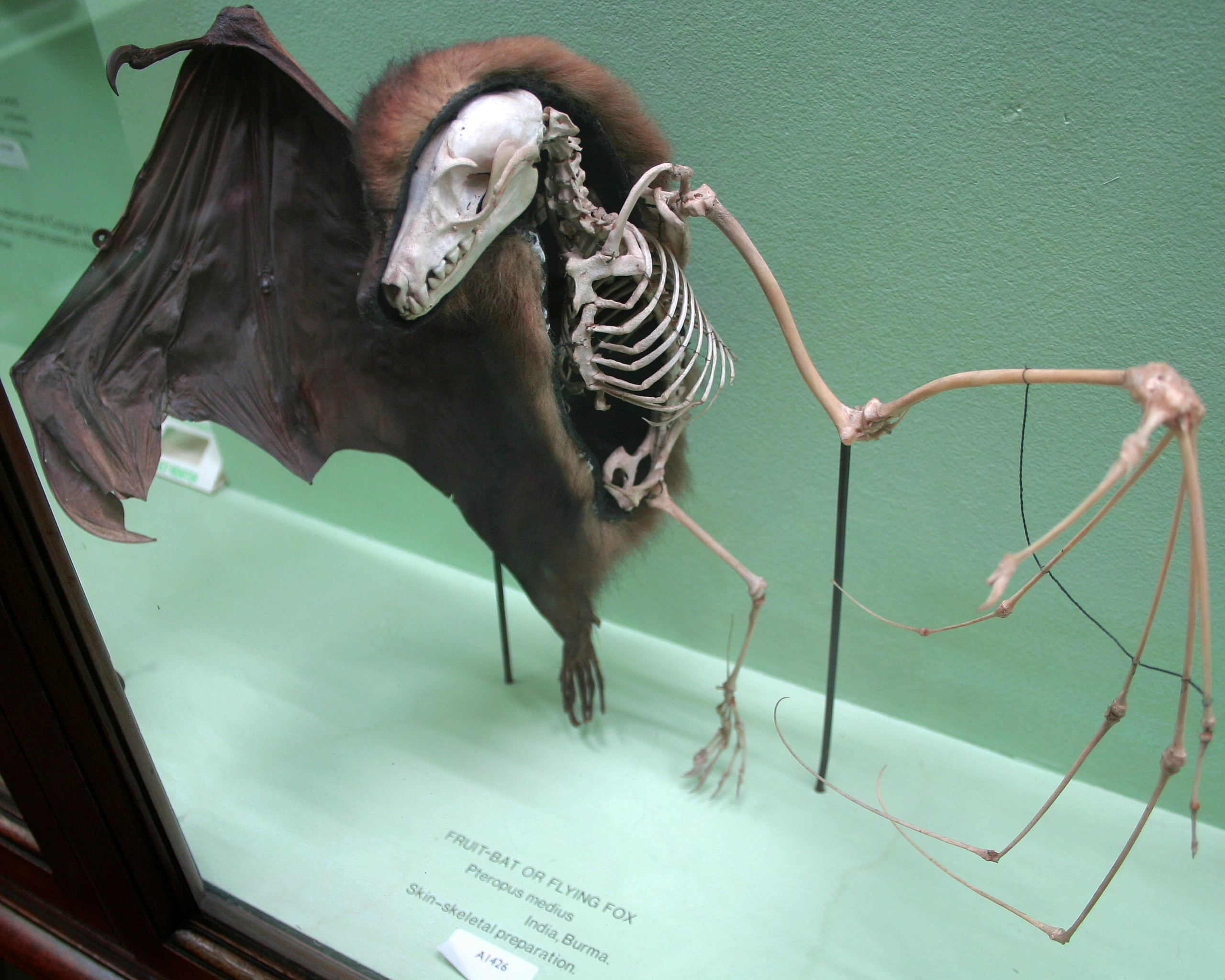
نیمی از استخوان بندی بدن خفاش میوه‌خوار.

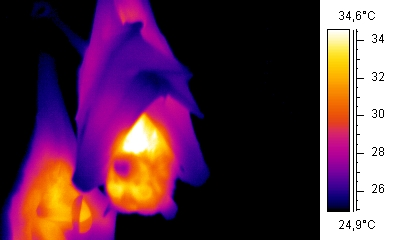
Thermographic image of a bat using trapped air as insulation

استخوان انگشت خفاش نسبت به دیگر پستانداران بسیار انعطاف‌پذیر است. همچنین پوست نازک کشیده شده بر روی آن (بال‌های خفاش) از کشسانی بالایی برخوردار است و هنگام بازشدن بال بیش از هر پستاندار دیگری کش می‌آید.
بال‌های شبکور نسبت به بال پرندگان بسیار نازک‌تر است به همین دلیل آن‌ها در پرواز، چابک‌تر و دقیق‌تر از پرندگان اند همچنین بال‌های نازک آن‌ها بسیار ظریف است و به آسانی پاره می‌شود. البته پارگی در بافت بال شبکور دوباره بازسازی می‌شود به ویژه خراش‌های کوچک که بسیار زود درمان می‌شوند. سطح بال خفاش از فرورفتگی‌هایی پوشیده است درون این فرورفتگی‌های بسیار کوچک، گیرنده‌های بسیار حساسی به نام سلول مرکل جای دارد، این سلول‌ها در سطح انگشت انسان هم دیده می‌شوند. همچنین در مرکز هر فرورفتگی، یک موی نازک هم دیده می‌شود این مو میزان حساسیت پوست خفاش را بسیار بالا می‌برد بگونه‌ای که وقتی خفاش در حال پرواز است می‌تواند آگاهی خوبی از هوایی که از روی بال‌هایش رد می‌شود به‌دست‌آورد و با کارایی بهتر هنگام نیاز شکل بال‌هایش را تغییر دهد. علاوه بر آنچه گفته شد سلول‌های گیرندهٔ دیگری بر روی بال خفاش‌هایی که از حرکت بالشان برای گرفتن شکار استفاده می‌کنند وجود دارد. این سلول‌ها به کشیدگی پوست بال حساس اند و در ناحیه‌ای از بال که هنگام شکار، با حشره برخورد می‌کند، متمرکزند.

### دیگر اندام‌ها
دندان‌های شبکور بسیار تیز است آن‌ها می‌توانند اندام‌های بسیار سخت حشرات را گاز بگیرند یا پوست میوه را سوراخ کنند. ویژگی دیگر این جانور در رگ‌های آن است، دریچهٔ سیاهرگ در پستانداران یک طرفه است به این معنی که خون تنها در یک سو می‌تواند در آن جریان یابد و نمی‌تواند برگشت داشته باشد شبکورها علاوه برداشتن دریچه در سیاهرگ در سرخرگشان هم چنین دریچه‌هایی دارند.
خفاش لب-لوله‌ای شهدخوار در میان همهٔ پستانداران نسبت به بزرگی اندامش، درازترین زبان را دارد. زبان بلند این شبکور در گرده افشانی و خورد و خوراک او بسیار ضروری است. آن‌ها زبان دراز و باریکشان را در عمق برخی گلهای کاسه شکل فرو می‌برند و می‌توانند از شهد آن‌ها تغذیه کنند. هنگامی که دیگر نیازی به زبان نیست، زبان جمع می‌شود و به دور خود می‌پیچد و سپس درون قفسهٔ سینه جای می‌گیرد.

## رفتار
بیشتر کوچک‌خفاش‌ها شب‌زی و در هنگام شفق چابک‌اند. بیشتر آن‌ها برای پیدا کردن جای مناسب برای خواب زمستانی صدها کیلومتر پرواز می‌کنند. برخی از آن‌ها به خواب کاذب می‌روند و در هنگامی که هوا آنقدر گرم است که حشرات در آن فعال اند، آن‌ها هم بیدارند و تغذیه می‌کنند. دسته‌ای از آن‌ها سوراخ می‌کنند یا به غار می‌روند تا در آنجا شش ماه از سال را به خواب زمستانی بروند. شبکورها در هنگام باران کمتر پرواز می‌کنند چون باران در فرایند پژواک یابی آن‌ها اختلال ایجاد می‌کند و آن‌ها نمی‌توانند خوراک خود را پیدا کنند.
زندگی اجتماعی شبکورها متفاوت است برخی از آن‌ها به تنهایی زندگی می‌کنند اما گروهی دیگر همراه با میلیون‌ها شبکور دیگر در غارها زندگی می‌کنند. در برخی گونه‌های شبکورها دیده شده که آن‌ها زندگی اجتماعی شکافت-همجوشی دارند به این معنی که در دوره‌هایی از سال شمار جامعهٔ آن‌ها کم می‌شود و به گروه‌های کوچک تقسیم می‌شوند و به میان درخت‌های تازه می‌روند و گاهی شمار آن‌ها افزایش می‌یابد و از جاهای دیگر به آن‌ها افزوده می‌شود.
پژوهش‌ها نشان داده که خفاش‌ها برای برقراری ارتباط با هم هرگونه صدایی را درآورند. دانشمندان با گوش کردن به صدای خفاش‌ها مفهوم برخی از صداهای آن‌ها را رمزگشایی کرده‌اند و دریافته‌اند که چه رفتاری در برابر چه صدایی انجام می‌شود.
۷۰٪ گونه‌های خفاش، حشره‌خوارند و با کمک پژواک‌یابی شکار خود را پیدا می‌کنند غیر از حشره‌خوارها، دیگر گونه‌ها بیشتر میوه‌خوارند و تنها سه گونه از آن‌ها خون‌خوارند.
گونه‌هایی از شبکور از مهره‌داران تغذیه می‌کنند. خفاش بینی-برگی (Phyllostomidae) از آمریکای مرکزی و آمریکای جنوبی و دو زیرگونهٔ خفاش بولداگ (Noctilionidae)، خوراکشان ماهی است. همچنین دو گونه خفاش وجود دارد که خوراکشان دیگر خفاش‌ها است، این دو گونه عبارتند از: خفاش خون‌آشام دروغین آمریکا و روح‌خفاش از استرالیا. خفاش بزرگ جغدی خفاشی است که در فضای تهی میان درختان زندگی می‌کند و پرندگان کوچک در هوا را شکار می‌کند.

### تولیدمثل

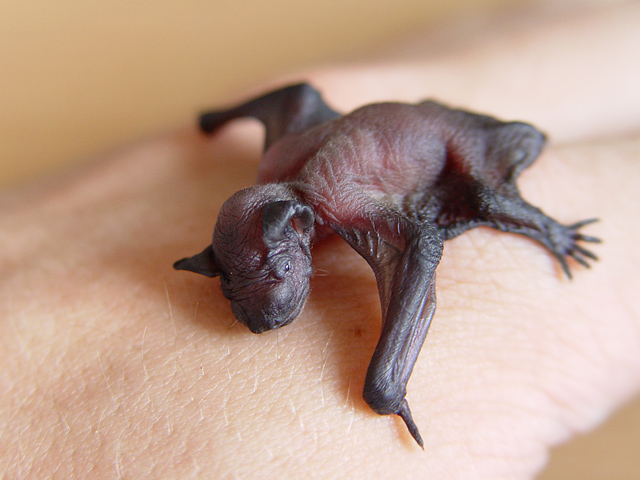
نوزاد خفاش پیپیسترلوس

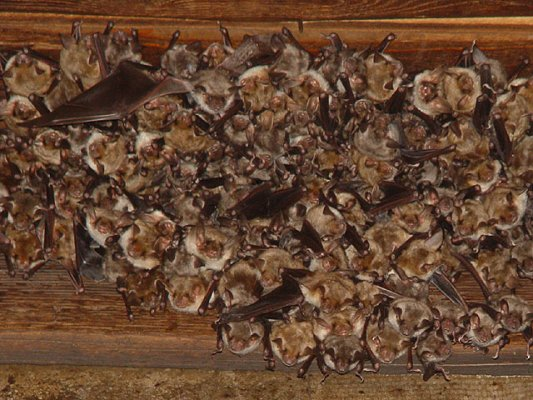
انبوهی از خفاشان گوش-موشی

بیشتر خفاش‌ها فصل ویژه‌ای برای جفتگیری دارند؛ این فصل برای بیشتر گونه‌های خفاش، بهار است. آن‌ها از هر بار جفتگیری می‌توانند یک تا سه نوزاد به دنیا آورند، شمار بچه‌ها به گونهٔ خفاش و شرایط محیطی مانند میزان دسترسی به غذا و محل بیتوتهٔ آن‌ها بستگی دارد. خفاش ماده تا نزدیک به هنگامهٔ بزرگسالی فرزندانش از آن‌ها پرستاری می‌کند چون خفاش‌های جوان تا هنگامی که بال‌هایشان به‌طور کامل رشد نکرده باشد نمی‌توانند به تنهایی برای خود به شکار بروند.

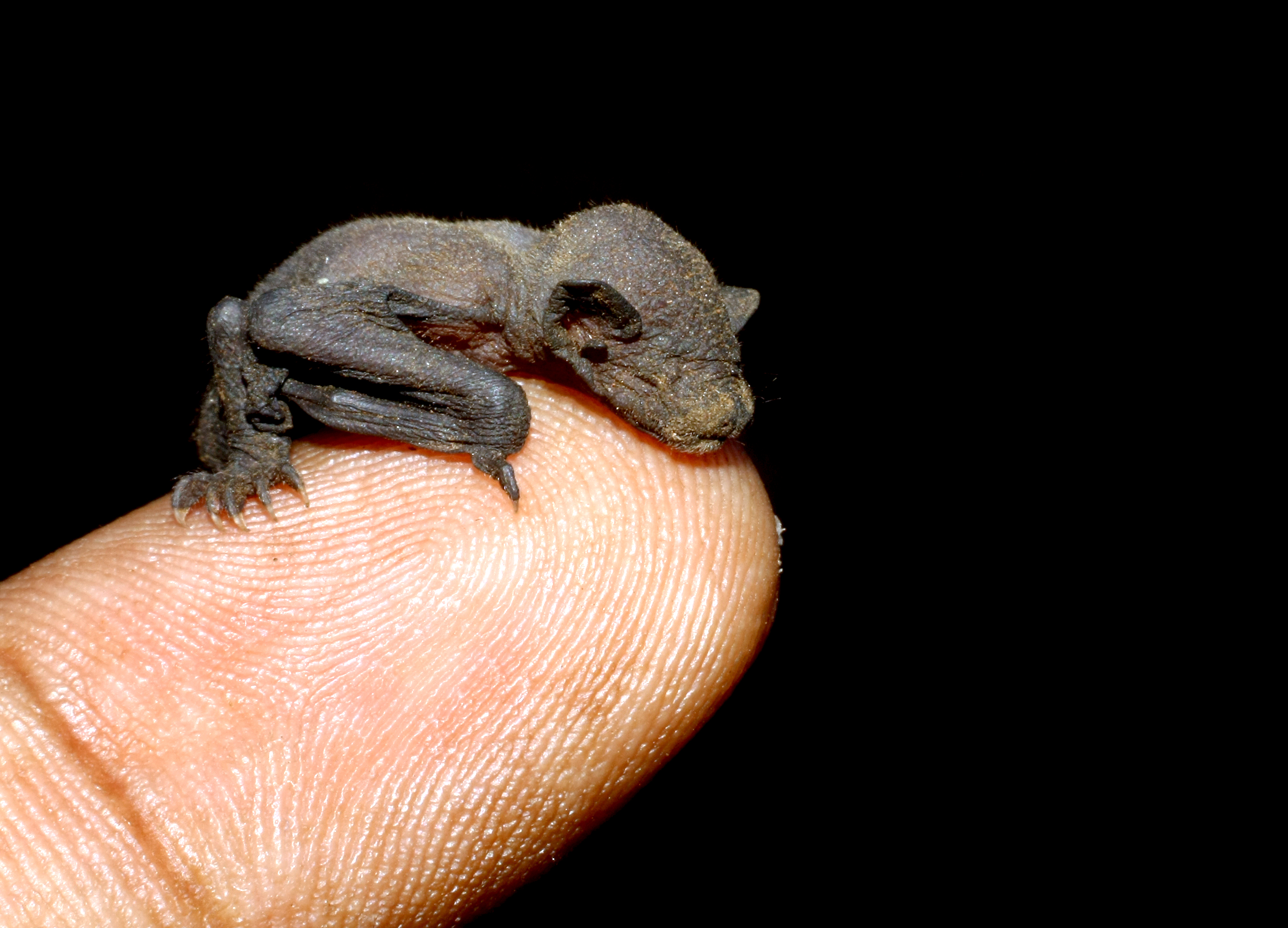
یک نوزاد خفاش میوه‌خوار پوزه‌کوتاه کوچک چسبیده به انگشت انسان. این گونه متعلق به خانواده خفاش‌های میوه‌خوار بوده و در جنوب و جنوب‌شرقی آسیا زندگی می‌کند. وزن نوع بالغ این گونه ۲۱ تا ۳۵ گرم است.

خفاش‌های ماده برای زمان‌بندی دوران بارداری و هنگامهٔ زایمان به روش‌های گوناگونی روی می‌آورند. آن‌ها زمان را چنان تنظیم می‌کنند تا هنگام زایمان، توان دسترسی به مواد خوراکی بیش از همیشه باشد البته عامل‌های محیطی دیگر را هم در نظر می‌گیرند. برخی ماده‌ها رویداد لقاح را عقب می‌اندازند به این معنی که برای مدتی، گاهی تا چند ماه پس از جفت‌گیری، سلول مردانه را دست نخورده در بدن خود نگه می‌دارند و در هنگام مناسب آن را با سلول زنانه تماس می‌دهند. در این موارد معمولاً فرایند جفت‌گیری در پاییز انجام می‌شود ولی لقاح تا بهار عقب می‌افتد. دستهٔ دیگر از ماده‌ها، اجازه می‌دهند تا فرایند باروری یا لقاح صورت گیرد اما پس از تشکیل تخم از ادامهٔ رشد و فرایند تقسیم سلولی جلوگیری می‌کنند تا هنگامی که شرایط بیرونی برای رشد و زایمان فراهم شود.
دستهٔ سوم به فرایند باروری و تقسیم سلول اجازه می‌دهند اما پیشرفت آن را عقب می‌اندازند تا شرایط بیرون مناسب شود در این دوره مادر باید به این سلول باردار از خون خود خوراک و اکسیژن برساند و آن را زنده نگه دارد. این فرایند ممکن است مدت زیادی طول بکشد. تمام این زمان‌بندی‌ها برای این است که نوزاد زمانی به دنیا آید که میوه و حشره به اندازهٔ کافی موجود است.
نوزاد خفاش بال‌هایی بسیار ضعیف و کوچک دارد و نمی‌تواند از آن‌ها برای پرواز بهره ببرد. کوچک‌خفاش‌های جوان پس از شش تا هشت هفته از مادر خود مستقل می‌شوند درحالی که بزرگ‌خفاش‌ها تا چهار ماهگی همچنان وابسته‌اند.
یک خفاش می‌تواند تا بیش از بیست سال عمر کند اما چون شمار بچه‌هایی که به دنیا می‌آورد اندک است به همین دلیل جمعیت آن‌ها محدود می‌ماند.

### شکار، خوراک و آشامیدن
نوزادان خفاش کاملاً به شیر مادرشان وابسته‌اند اما هنگامی که چند هفته از عمرشان بگذرد انتظار آن می‌رود که بتوانند پرواز کنند و برای خود شکار کنند، در نتیجه پرواز کردن و برطرف کردن تشنگی دست خودشان است.

#### شکار
بیشتر خفاش‌ها شب‌زی‌اند. آن‌ها در طول روز یا خوابند یا به پاکسازی بدن خود می‌پردازند و در هنگام شب به شکار می‌روند. ابزار مسیریابی و شکار خفاش‌ها در تاریکی تا دههٔ ۱۷۹۰ کاملاً ناشناخته بود تا اینکه کشیش و زیست‌شناس ایتالیایی لازارو اسپالانزانی به مجموعه آزمایش‌هایی بر روی خفاش‌های کور دست زد. این خفاش‌ها در یک اتاق کاملاً تاریک گذاشت و مسیر آن‌ها را با نخ‌های ابریشمی پُر پیچ و خم کرد. حتی در تاریکی مطلق هم شبکورها راه خود را در آن مسیر پر پیچ و خم پیدا کرده بودند به همین دلیل او نتیجه گرفت که ابزار راه‌یابی شبکورها چیزی غیر از چشمانشان است.
سپس او فرض کرد که شاید خفاش‌ها برای راه‌یابی از گوششان بهره می‌برند برای اثبات این فرضیه گوش شبکورها را با ابزاری بست و آزمون خود را تکرار کرد. او دریافت که خفاش‌ها هنگامی که گوششان بسته‌اند نمی‌توانند با مهارتی که پیشتر از خود نشان داده بودند شکار خود را پیدا کنند و پرواز کنند.
چگونگی راه‌یابی شبکورها با کمک گوششان تا دههٔ ۱۹۳۰ نامعلوم بود تا اینکه دونالد گریفین دانشجوی زیست‌شناسی هاروارد به فرایند پژواک‌یابی پی برد. برداشت او این بود که شبکورها هنگام پرواز از خود صدایی تولید می‌کنند که برای ما قابل شنیدن نیست و تنها خودشان آن را می‌شنوند وقتی این موج‌های صدا با حشره برخورد کرد بازتاب آن به شبکور می‌رسد و آن‌ها را به سوی منبع بازتاب‌کننده هدایت می‌کند.

#### خوراک
خوراک خفاش‌ها عبارت است از: حشره، شهد گل، برخی مهره‌داران و خون. تقریباً سه-چهارم خفاش‌ها در سراسر جهان حشره‌خوارند. حشره‌هایی که خفاش‌ها می‌خورند ممکن است در هوا پرواز کنند یا روی زمین راه بروند. هر خفاش در یک شب می‌تواند به اندازهٔ یک-سوم وزن بدنش حشره بخورد و چندصد حشره در بازهٔ چند ساعت شکار کند. به عبارت دیگر یک دستهٔ هزارتایی از خفاش‌ها می‌تواند چهار تُن (چهار هزار کیلوگرم) حشره را در یک سال شکار کند. اگر خفاش‌ها رو به انقراض روند شمار حشره‌ها بسیار بیشتر از حد خطر می‌شود.

##### ویتامین C
در آزمایشی که بر روی ۳۴ گونه شبکور از شش خانوادهٔ مهم آن‌ها، هم حشره‌خوار و هم میوه‌خوار، صورت گرفت، روشن شد که تقریباً همهٔ این خفاش‌ها نمی‌توانند ویتامین سی را در بدن خود نگه دارند. این ناتوانی می‌تواند به یک جد مشترکشان بازگردد و یک جهش باشد.

##### حشره‌خوارهای پرنده
مشاهدهٔ یک شبکور در حال گرفتن و خوردن یک حشره بسیار کار دشواری است. این کار آنقدر تند انجام می‌شود که آنچه با چشم معمولی دیده می‌شود فقط تغییر مسیر ناگهانی خفاش در هنگام پرواز و سپس ادامهٔ راهش است. فردریک وبستر در سال ۱۹۵۰ دوربینی با توان گرفتن هزار عکس در یک ثانیه ساخت که با آن می‌شد خفاش را در هنگام گرفتن شکارش دید. عکس‌های این دوربین دقیق‌ترین تصویر ممکن از شکار حشره توسط خفاش را به‌دست آورده بود. گاهی شبکور حشره را در آسمان هنگام پرواز با دهانش می‌گیرد. گاهی هم آن را در میان پوست کشیده شده روی دم و بال‌هایش به دام می‌اندازد. به این حالت «تور حشره» می‌گوییم خفاش پس از اینکه حشره را گرفت آن را به لانه اش می‌برد و با کمک دُمش نمی‌گذارد حشره‌ها بیرون بیفتند و سپس آن‌ها را می‌خورد.

##### خوشه‌چین‌ها
این گونه از شبکورها معمولاً در ارتفاع کم پرواز می‌کنند و شکار خود را با دندان می‌گیرند سپس آن را به جای امن و بلندی در نزدیکی می‌برند و می‌خورند. عموماً این گونه از پژواک‌یابی برای پیدا کردن شکارش استفاده نمی‌کند بلکه از روی صدایی که از حشره می‌شنود آن را پیدا می‌کند. برخی از این شبکورها صدایی ویژهٔ خود دارند ولی می‌توان گفت که همهٔ آن‌ها هنگام پرواز و رفتن از جایی به جای دیگر از خود صدا درمی‌آورند.

##### میوه‌خوارها و شهدخوارها

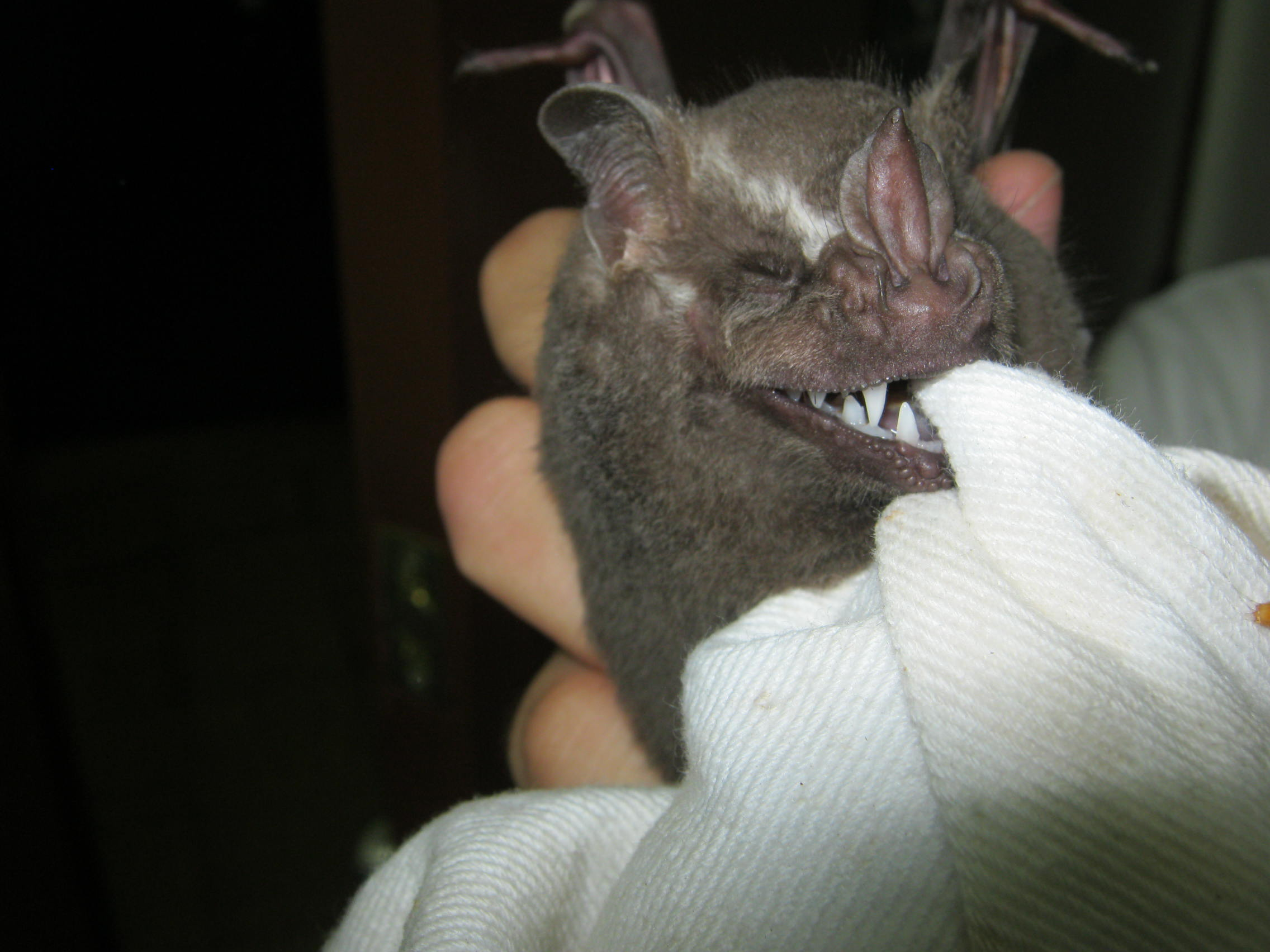
یک دسته بزرگ‌خفاش‌های میوه‌خوار

هم در میان بزرگ‌خفاش‌ها و هم کوچک‌خفاش‌ها گونه‌هایی یافت می‌شود که از میوه‌ها تغذیه می‌کنند. این شبکورها آب میوه‌های شیرین را می‌خورند و دانه‌های آن‌ها را پراکنده می‌کنند. میوهٔ مورد علاقهٔ شبکورها باید گوشت‌دار و شیرین باشد اما دلیلی ندارد که رنگ‌های پررنگ داشته باشد یا بودار باشد.

##### شکار مهره‌داران
دستهٔ کوچکی از شبکورها جانوران مهره‌دار دیگر را می‌خورند و به عنوان خفاش‌های گوشتخوار شناخته می‌شوند. خوراک این شبکورها جانوران گوناگون است اما بیشتر آن‌ها به سراغ قورباغه، مارمولک، پرنده و گاهی دیگر خفاش‌ها می‌روند. برای نمونه‌ای گونه‌ای از شبکورها مهارت ویژه‌ای در شکار قورباغه دارد. این گونه، دسته‌های بزرگ قورباغه را شناسایی می‌کند و هنگامی که قورباغه‌ها برای جفت‌یابی همدیگر را صدا می‌کنند صدای آن‌ها را از دیگر صداها تشخیص می‌دهد، صدا را دنبال می‌کنند تا به منبع آن برسند سپس با دندان‌های تیز خود قورباغه را از روی آب شکار می‌کنند. نمونهٔ دیگر یک بزرگ‌خفاش درختی است که در فضاهای تهی درختان زندگی می‌کند و پرندگان را از ناحیهٔ بال شکار می‌کند.
گونه‌هایی از شبکور هم ماهی شکار می‌کنند. این گونه تقریباً در همه جای قاره‌ها پیدا می‌شود آن‌ها با کمک پژواک‌یابی موج‌ها و حرکت‌های کوچک در سطح آب را شناسایی می‌کنند و با کمک آن، ماهی را پیدا می‌کنند. آن‌ها برای شکار در حد چند اینچ بیشتر در آب فرونمی‌روند و با کشیده کردن پنجه‌های پاهای پشتی خود ماهی را به چنگ می‌آورند و از آب بیرون می‌کشند سپس ماهی را به قرارگاه خود می‌برند و می‌خورند.

##### خون‌خوارها
سه گونه از شبکورها تنها از خون تغذیه می‌کنند. در این حالت به خوراک آن‌ها خون‌خوراکی گفته می‌شود. این سه گونه عبارتند از: خفاش خون‌آشام معمولی، خون‌آشام بال‌سفید و خون‌آشام پاپشمی (پامویی). خون‌آشام معمولی بیشتر خون پستانداران را می‌مکد درحالی که خون‌آشام پاپشمی و بال‌سفید خون پرندگان را می‌مکند.

#### آشامیدن
در سال ۱۹۶۰ فردریک وبستر دوربینی ساخت که می‌توانست ۱۰۰۰ عکس در ثانیه بگیرد. او با کمک این دوربین دریافت که شبکورها چگونه آب می‌نوشند. برخی شبکورها برای نوشیدن آب به سوی آن پرواز می‌کنند و تقریباً با سطح آب مماس می‌شوند و سپس با دهان خود چند قطره از آب بر می‌دارند. آن‌ها آنقدر این کار را تکرار می‌کنند تا سیراب شوند. شبکورها در پروازشان به سوی آب دقیق عمل می‌کنند و تقریباً هرگز اشتباه نمی‌کنند. گونه‌های دیگر آن‌ها مانند روباه پرنده و خفاش میوه‌خوار خیلی با دقت بدن خود را با سطح آب تماس می‌دهند سپس به خشکی می‌روند و قطره‌های آب چسبیده به خزهای سینه‌شان را جدا می‌کنند و می‌نوشند.

#### نتیجهٔ خوراک
سرگین خفاش یا کود مرغی سرشار از مواد مغذی است و کشاورزان از آن برای بهبود محصولات کشاورزی شان استفاده می‌کنند. در جریان جنگ داخلی آمریکا از سرگین خفاش در ساخت باروت بهره برده می‌شد.
برخی گونه‌ها برای دوام آوردن در دوران چند ماه خواب زمستانی معدن‌های بزرگی از چربی بدن می‌سازند تا هم عایق باشد و هم برای سوخت بدن مناسب.

## تلاش‌های حفاظتی

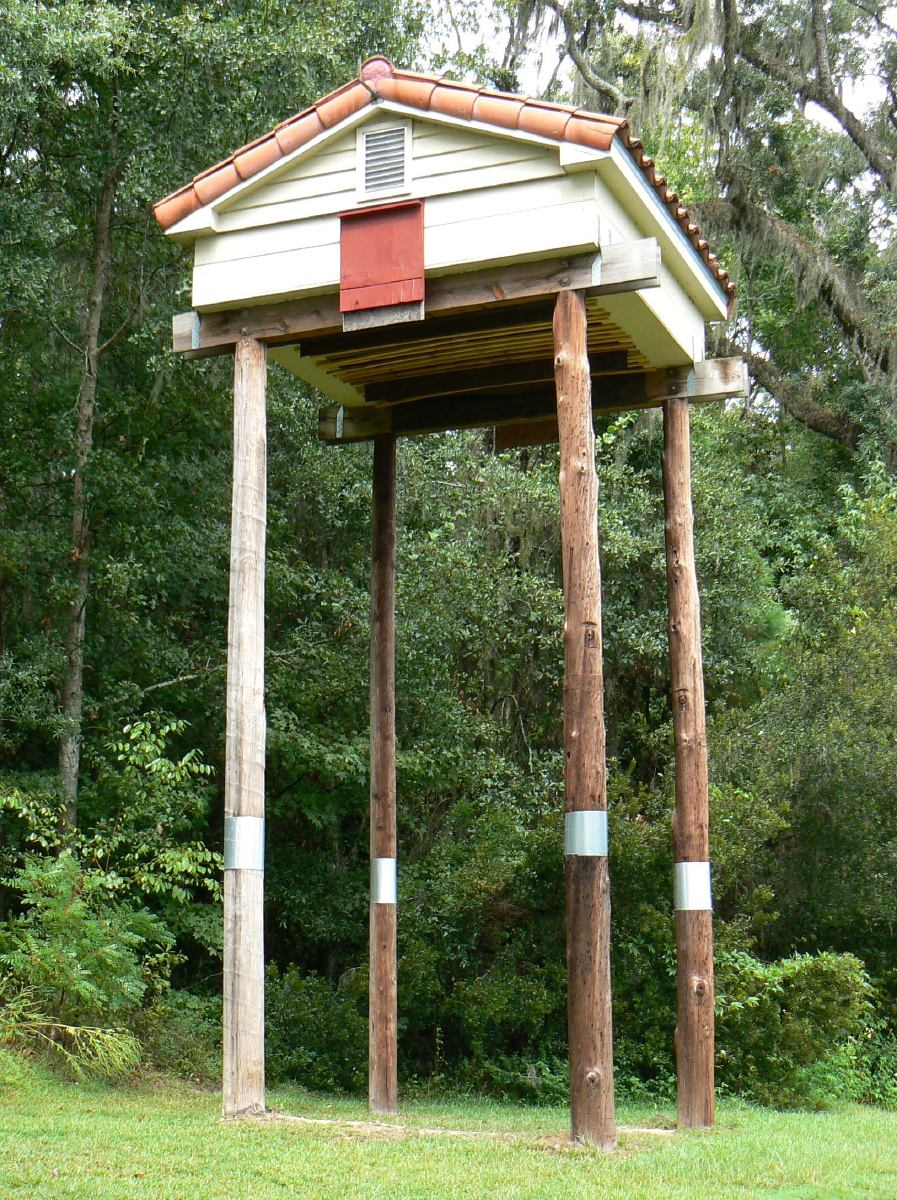
یک لانهٔ بزرگ خفاش در فلوریدای آمریکا

تلاش‌های بسیاری صورت گرفته تا رفتار شبکورها بیشتر درک شود و مردم آن‌ها را بیشتر بشناسند این جانور نقش مهمی در کنترل شمار حشرات و کاهش آلودگی دارد. همچنین در کشورهایی مانند بریتانیا برای اهمیت بیشتر به این جانور اگر کسی آن‌ها را آزار دهد فرد را جریمه می‌کنند. در مالزی و ساراواک هم خفاش در پوشش جانورهای حفاظت شده است.
آستین تگزاس خانهٔ تابستانی خفاش‌های شهری آمریکای شمالی است. برآورد می‌شود که در این منطقه ۱٬۵۰۰٬۰۰۰ خفاش هر شب ۱۰٬۰۰۰ تا ۳۰٬۰۰۰ پوند حشره شکار می‌کنند سالانه ۱۰۰٬۰۰۰ گردشگر برای تماشای پرواز شبانهٔ خفاش‌ها به این منطقه می‌آیند.

## گونه‌ها
در میان پستانداران خفاش از موش‌ها ۱۷۰۰ گونه کمتر دارد. خفاش‌ها در تمامی جهان پراکنده‌اند که بیش از ۲۰۰ گونه در آفریقا و ماداگاسکار هستند، بیش از ۳۰۰ گونه در آمریکای جنوبی و آمریکای مرکزی زندگی می‌کنند و به همین اندازه در جنوب شرقی آسیا٬استرالیا نیز دیده می‌شوند و بیش از ۴۰ گونه نیز در آمریکای شمالی٬اروپا نیز دیده می‌شوند.
برخی از گونه‌های خفاش‌ها:
- خفاش دابنتن
- خفاش میوه‌خوار مصری
- خفاش خون‌آشام
- روباه پرنده
- خفاش میوه‌خوار
- خفاش نپالی
- خفاش نعل اسبی بخارائی
- خفاش نعل‌اسبی بزرگ
- خفاش نعل‌اسبی مدیترانه‌ای
- خفاش نعل‌اسبی مهلی
- خفاش دم‌موشی کوچک
- خفاش دو رنگ (خفاش ساوی)
- خفاش زرد (خفاش بُتا)
- خفاش سبیل‌دار
- خفاش سروتین
- خفاش سندی
- خفاش شائوب
- خفاش شمالی
- خفاش عمانی
- خفاش قره‌قوم
- خفاش گوش‌بلند
- خفاش گوش‌پهن
- خفاش گوش‌پیکانی
- خفاش ارس (خفاش ناترر)
- خفاش انگشت‌دراز
- خفاش بال‌بلند
- خفاش بال‌سفید (خفاش کول)
- خفاش برفکی
- خفاش بکشتاین
- خفاش بینی‌برگه‌ای ایرانی
- خفاش بینی برگه‌ای سه دندانه
- خفاش پی‌پیسترل کوچک
- خفاش جنگلی بزرگ (خفاش نکتیول بزرگ)
- خفاش جنگلی معمولی (خفاش نکتیول)
- خفاش جنگلی کوچک
- خفاش حنایی (خفاش ژفروا)
- خفاش دم‌آزاد اروپایی
- خفاش دم‌آزاد مصری
- خفاش دم‌موشی بزرگ
- خفاش دم‌موشی مسقطی

## مسیریابی خفاش‌ها
تقریباً هیچ چیز نمی‌تواند از دید خفاش‌ها فرار کند.
گوش‌های بزرگ آن‌ها می‌تواند علایمی را که منعکس می‌شود به خوبی جذب کند.
خفاش‌ها حتی می‌توانند اشیایی را که به نازکی مو هستند، تشخیص دهند.
فناوری هیچ هواپیمای بی سرو صدایی نمی‌تواند به پیچیدگی خفاش‌ها باشد.
آن‌ها شب‌ها سریع و آهسته پایین می‌آیند، با چشمانشان حشرات خوابیده را در جای خود پیدا می‌کنند و با گوش‌های بزرگشان می‌توانند حتی صدای بهم خوردن آرواره‌های یک لارو پروانه را بشنوند.
این جانوران در تاریکترین شب‌ها حواس خود را فعال می‌کنند.
صدای خفاش از طریق بینی با بسامد بالا و شدت کم توسط انقباض ماهیچه‌های حلق ایجاد می‌شود. بعد از این که امواج صدا با صید برخورد کرد، بازتاب پیدا می‌کند.
این بازتابش توسط گوش‌های خفاش گرفته می‌شود. تنها در آمریکای شمالی ۴۴ نوع خفاش وجود دارد که بسیاری از جانورشناسان تأکید بر منفعت این پستانداران از زندگی بشر دارند، زیرا آن‌ها به مقدار زیادی از حشرات موذی تغذیه می‌کنند، حشراتی که هر سال میلیاردها دلار به کشاورزان و جنگلبانان ضرر می‌رسانند.
خفاش‌ها همچنین در گرده‌افشانی گیاهان شرکت می‌کنند و باعث پخش و انتشار بذرها می‌شوند.
به خصوص این نقش مهم آن‌ها در جنگلهای بارانی بین گیاهان گوناگون وحشی مانند موز، انبه، بادام هندی، خرما و انجیر کاملاً مشهود است.
یک نوع کاکتوس که مکزیکی‌ها از آن نوشابه تهیه می‌کنند، به‌طور طبیعی تنها یک بذر از ۳۰۰۰ بذر خود را آزاد می‌کند و اگر نقش مهم خفاش‌ها در این میان نبود، این گونه گیاهی به سمت انقراض پیش می‌رفت.
فضولات دفع شده از خفاش‌ها نیز در تنظیم زیست‌بوم (اکوسیستم) نقش بسیار مهمی دارند؛ چون این مواد شامل باکتریهایی هستند که می‌توانند مواد سمی را از زباله‌ها و شوینده‌ها جدا کنند.
از جنبه پزشکی هم می‌توان گفت؛ خفاش‌ها خیلی دقیق خود را تمیز می‌کنند و یکی از تمیزترین جانوران بوده و در برابر بیماری‌های گوناگون پایدار هستند.
ضمن این که پادزیست تولید می‌کنند و از مواد ضدانعقاد خون که در بزاق گونه‌های خون‌آشام وجود دارد، می‌توان برای درمان بیماری‌های قلبی استفاده کرد.
یک جانورشناس آمریکایی در سال ۱۹۶۸ پژوهش و بررسی خود را روی خفاش‌ها آغاز کرد و کوشید باور مردم را نسبت به خفاش‌ها تغییر دهد.
به پای هزاران خفاش بند مخصوص زد و مهاجرت آن‌ها را بررسی کرد. کشاورزان آمریکایی به تازگی متوجه مفیدبودن خفاش‌ها در نزدیکی مزرعه خودشان شده‌اند.
هر خفاش به تنهایی می‌تواند ۶۰۰ پشه را در یک ساعت شکار کند و گروه‌های بزرگ این جاندار قادر هستند تا میلیون‌ها حشره را در طول شبانه روز بخورند.
این حشرات شامل تعداد بیشماری از سوسکها، پروانه‌ها و موریانه‌ها می‌شوند که زیان‌های هنگفتی به اقتصاد هر کشور می‌زنند و به علاوه پشه‌های موجود در منازل را نیز از بین می‌برند.
یک دسته ۱۵۰ تایی خفاش بزرگ قهوه‌ای می‌توانند سوسک‌های خیار را در طول تابستان در سطح کشتزار از بین ببرند و در نتیجه از رشد ۱۸ میلیون لاروی که به ریشه‌ها صدمه می‌زنند جلوگیری کنند.
این آفت به تنهایی یک میلیارد دلار در سال به کشاورزان آمریکایی خسارت می‌زند. باتأسیس بی.سی. آی «حفاظت بین‌المللی از خفاشها» و اعلام منافع آن‌ها از سال ۱۹۸۲ تصورات مردم نسبت به خفاش‌ها تغییر کرده و بهبود یافته است. بسیاری از افسانه‌ها در مورد کور بودن خفاش‌ها یا هار و دیوانه بودن آن‌ها اغراق‌آمیز هستند.
آن‌ها تنها برای دفاع از خود ممکن است مانند هر حیوان وحشی دیگری گاز بگیرند و این حیوان را فقط افراد خیلی ماهر می‌توانند صید کنند و از آنجا که آگاهی پژوهشگران دربارهٔ خفاش‌ها زیاد شده و طبیعت استفاده زیادی از آن‌ها می‌برد، این امر باعث حفاظت از آن‌ها شده است.
امروزه مردم آمریکا گونه‌های مختلفی از گونه‌های خفاش‌ها را در غارها و معادن متروکه نگهداری می‌کنند. خفاش‌ها بسیار حساس هستند و با کوچک‌ترین اذیت و آزاری از بین می‌روند. بیشتر خفاش‌ها غارها را برای خواب زمستانی خود از شهریور تا اردیبهشت انتخاب می‌کنند.
بسیاری از آن‌ها بچه‌های خود را در طول تابستان در همین مکان‌ها بزرگ می‌کنند. تولیدمثل خفاش‌ها در مقایسه با پستانداران کوچک دیگر بسیار کمتر است، بیشتر ماده‌ها فقط یک بار در سال یک بچه به دنیا می‌آورند.
در زمستان حتی کاوشگران بی‌آزار هم باعث بیدار شدن آن‌ها از خواب زمستانی می‌شوند و هر دفعه که آن‌ها از خواب بیدار شوند چربی ذخیره شده در عرض ۲ ماه خود را از دست می‌دهند.
بنابراین ممکن است تا بهار دوام نیاورند. هنگام شیر دادن، مادرها و نوزادان دور هم جمع می‌شوند و با تشکیل گروه بزرگی، هوای غار را با حرارت بدنشان گرم می‌کنند. امروزه فضای حیاتی خفاش‌ها کاهش پیدا کرده است و آن‌ها مجبور شده‌اند از پناهگاه طبیعی خود به فضاهای مصنوعی دیگر رانده شوند.
در حدود ۱۰ درصد معادن موجود در غرب آمریکا گروه‌های مهم خفاش‌ها زندگی می‌کنند و برای معادنی که در شمال و شرق این کشور هستند این مقادیر به مراتب بیشتر است. حفاظت از خفاش‌ها اغلب ساده‌تر و کم‌خرج‌تر از حفاظت از جانوران دیگر است. خفاش‌ها نیاز به توجه خاص دارند که البته تأمین این نیاز آن‌ها خیلی سخت است، طبق مطالعات انجام شده توسط دانشگاه شیکاگو، دولت حدود ۵میلیون دلار برای حفاظت از یک پلنگ در فلوریدا، ۱۸۴ هزار دلار برای خرس و بیشتر از ۱/۵ میلیون دلار برای کرکس کالیفرنیایی خرج می‌کند و این در حالی است که در مورد خفاش خاکستری که در حال انقراض است این بودجه کمتر از ۳دلار بوده است.
اما با توجه به ارزش بومشناختی و اقتصادی این پستاندار، منبع سرمایه‌گذاری خوبی برای امور کشاورزی خواهد بود.
مردم شهر ۱۳۰۰۰ نفری آستین تگزاس که در دهه گذشته از خفاش‌ها ترس داشتند اکنون از اعضای پروپا قرص انجمن بی.سی. آی شده‌اند و بتازگی غار براکن که در فاصله ۶۰مایلی این شهر است را خریداری کرده‌اند تا بتوانند از ۲۰ میلیون خفاش دم آزاد مکزیک که بزرگ‌ترین کلونی خفاش‌ها هستند، محافظت کنند.
این خفاش‌ها ۲۵۰ تن حشره را در هر شب می‌خورند. ضمناً کشاورزان با ساختن آشیانه خفاش در کشتزارها توانسته‌اند احتیاج خود را نسبت به حشره کش‌ها کم کنند. زمانی محصولات ذرت توسط کرم‌های ذرت آفت زده می‌شدند که حدود یک الی ۴ لارو پروانه در هر خوشه بود؛ اما در چند سال اخیر وجود کلونیهای خفاش‌ها آفت در کشتزارهای ذرت را بسیار کم کرده است.
این کلونی‌ها یکی از عوامل مهم جذب گردشگر در این منطقه به‌شمار می‌آید. پرواز گروه گروه خفاش‌ها در تاریکی مایه شادی مردم که در رستوران‌ها جمع شده و منتظر تماشای پرواز خفاش‌ها هستند می‌شود.
گروه‌های پژوهشی ویژه‌ای هم وجود دارند تا به وسیله دستگاه‌های مختلف بتوانند صدا و امواج خفاش‌ها را دریافت کنند.
وقتی این دستگاه‌ها علامت می‌دهند، تماشاچیان با دقت به آسمان نگاه می‌کنند، چون می‌دانند خفاش‌ها به پرواز درآمده‌اند.